# 유대방위연맹
유대방위연맹(영어: Jewish Defense League, JDL)은 미국의 유대인 극우 단체이다. 이스라엘의 정당인 카흐의 준군사조직으로도 불리며 1968년 뉴욕에서 메이르 카하네가 결성하였다. 반유대주의와의 투쟁을 목적으로 하고 있지만, 불법 수단을 불사하여 지금까지 수많은 테러 사건을 일으켜왔다. 따라서 반명예훼손연맹 등 온건파의 유대인 단체로부터도 비난을 받고 있으며 FBI에서도 폭력적인 극단 주의자 단체로 규정되고 감시를 받고 있다.

## 같이 보기
- 카하네주의